# Eleições estaduais em Mato Grosso do Sul em 2018
As eleições estaduais de Mato Grosso do Sul, em 2018, foram realizadas nos dias 7 e 28 de outubro como parte das eleições gerais no Brasil. Os eleitores aptos a votar — o que representa 1,8 milhão de cidadãos sul-mato-grossenses — elegeram dois senadores da república (Nelson Trad Filho, do PTB; e Soraya Thronicke, do PSL), oito deputados federais e 24 deputados estaduais.
Como nenhum dos candidatos ao governo do estado obteve mais da metade dos votos válidos, um segundo turno foi realizado em 28 de outubro entre o atual chefe do Executivo Reinaldo Azambuja (PSDB) e Odilon de Oliveira (PDT). No primeiro turno, seis candidatos registraram suas candidaturas ao governo, enquanto a disputa pelas duas vagas no Senado Federal contou com a participação de treze candidatos. 
Reinaldo Azambuja foi reeleito governador com 52,35% dos votos válidos.

## Contexto

### Eleições anteriores
Em 3 de outubro de 2010, Delcídio do Amaral (PT) e Waldemir Moka (PMDB) foram eleitos senadores por Mato Grosso do Sul. Quatro anos depois, em 26 de outubro de 2014, o deputado federal Reinaldo Azambuja foi eleito governador do estado com 55,34% dos votos válidos. Vindo de um primeiro turno, o pecuarista filiado ao PSDB conquistou o resultado superando o senador Delcídio, que teve 44,36% da preferência do eleitorado.

### Operação Lama Asfáltica
Após passar a faixa ao sucessor, o ex-governador André Puccinelli (MDB) sofreu com uma série de adversidades. Em julho de 2015, uma operação da PF revelou um esquema de corrupção durante sua administração do estado. Intitulada Lama Asfáltica, as investigações mostraram fraudes em contratos públicos e implicaram Puccinelli, que rebateu alegando que todas as suas ações tiveram amparo legal e não obteve qualquer vantagem.
Em novembro de 2017, o ex-governador e o filho foram presos na operação Papiros de Lama, 5ª fase da Lama Asfáltica. André foi apontado como chefe do esquema de propina. Ambos foram encaminhados para uma penitenciária de Campo Grande. Após um recurso negado, pai e filho foram soltos após obterem habeas corpus. A defesa do ex-governador declarou desconhecer os motivos da nova operação. Segundo a PF, o acordo de colaboração premiada do empresário e pecuarista Ivanildo Miranda. Ele declarou ao MPF ter sido operador de propina de Puccinelli entre 2006 e 2013 e repassou ao político cerca de R$ 20 milhões.
Já em julho de 2018, Puccinelli voltou a ser preso pela PF, no âmbito da operação Lama Asfáltica. A nova detenção foi embasada em provas colhidas pelo MPF em pedido feito em maio.

### Governo Azambuja
No primeiro ano de administração, o governador do estado, Reinaldo Azambuja, cumpriu seis das 23 promessas de campanha, além de ter começado a cumprir outras duas ao longo de 2015. No ano de 2016, o número mudou para cinco promessas cumpridas e três foram executadas parcialmente. No terceiro ano de mandato, Azambuja já tinha cumprido nove promessas, continuava executando outras três, enquanto 11 ainda não haviam sido colocadas em prática.
Em setembro de 2016, o governo Azambuja recebeu 50% de aprovação, de acordo com pesquisa da IBOPE Inteligência. Uma outra pesquisa do instituto, contratada pela TV Morena, apontou que o chefe do Executivo tinha 37% de avaliação regular, 36% boa, 12% ótima, 7% péssima e 4% ruim. Já em abril de 2017, Azambuja recebeu 70,97% de aprovação popular, somando as avaliações "Ótima", "Boa" e "Regular". Os dados foram apurados pelo Instituto de Pesquisas de Mato Grosso do Sul (Ipems) e divulgados pelo jornal Correio do Estado.
Em julho de 2018, o governador já tinha cumprido 12 das 23 promessas de campanha, executou uma parte de quatro compromissos e ainda não havia colocado em prática sete projetos. No mês de agosto, o governo Azambuja recebeu avaliação regular de 38%, 37% consideraram ótimo ou bom, 23% opinaram que seria ruim ou péssimo e 3% não souberam responder. Contratada pela TV Morena, a pesquisa foi realizada pela IBOPE Inteligência. Outra sondagem, do instituto Real Time Big Data, apontou que administração do tucano tinha 53% de aprovação, contra 32% de rejeição. 15% dos entrevistados não souberam ou não opinaram. Em setembro, a gestão do governador recebeu 46% de avaliação ótima ou boa, 32% dos entrevistados consideraram regular, 17% acharam ruim ou péssimo e 5% não souberam opinar.

### Pré-campanha
Nos bastidores, a pré-candidatura à reeleição do atual governador Reinaldo Azambuja caminhou a passos lentos. Ele chegou a cogitar a se candidatar a uma das cadeiras em disputa no Senado Federal, e até declarou ser contrário à reeleição. Durante 2017, ele frisou que só anunciaria a busca pela reeleição após o Carnaval de 2018. Somente em março de 2018, o chefe do Executivo assumiu publicamente que concorreria mais uma vez ao cargo.
As especulações da candidatura petista começaram em 2015, com o nome do ex-governador e deputado federal Zeca do PT como provável candidato. Porém, ele descartou a possibilidade em outubro de 2017. Somente em novembro, o diretório estadual passou a apostar no ex-prefeito de Mundo Novo, Humberto Amaducci. O nome dele foi oficializado no mês seguinte. Em junho de 2018, a legenda escolheu a advogada e professora Luciene Maria da Silva como vice na chapa.
Já as articulações para uma pré-candidatura emedebista começaram em novembro de 2016, com o nome do ex-governador André Puccinelli e da senadora Simone Tebet apontados como possibilidades. Somente em dezembro de 2017, o ex-governador assumiu publicamente que tentaria um terceiro mandato.
Mesmo com a segunda prisão de Puccinelli, em julho de 2018, o partido manteve por algumas semanas a pré-candidatura do ex-governador. Porém, André desistiu no fim do mês e indicou a senadora Simone Tebet para disputar o comando da Governadoria.
O juiz federal Odilon de Oliveira foi apontado como pré-candidato já no primeiro semestre de 2017. Após se aposentar, filiar-se oficialmente ao PDT e passar por um período de indecisão, assumiu em novembro que entraria na corrida pela Governadoria.
Em outubro de 2017, durante um Congresso do PSOL, o ex-vice-prefeito de Ribas do Rio Pardo, João Alfredo Danieze, foi indicado pré-candidato ao governo do estado. Por fim, a legenda confirmou em março de 2018 a pré-candidatura de Danieze.
Já em junho de 2018, o ex-vereador de Campo Grande Marcelo Bluma foi apontado como pré-candidato ao governo do estado.

## Definição de candidaturas

### Eleição majoritária

#### Candidaturas oficializadas

##### Movimento Democrático Brasileiro (MDB)
Após a desistência da senadora Simone Tebet e do procurador licenciado Sérgio Harfouche, o presidente da Assembleia Legislativa, Junior Mochi, foi lançado como candidato ao governo do estado em 14 de agosto e Tânia Garib como candidata a vice no dia 15. Com o rompimento do PSC, a coligação se manteve com PR, PTC, PHS, PRTB, PRP, e Democracia Cristã.

##### Partido da Social Democracia Brasileira (PSDB)
O atual governador Reinaldo Azambuja foi lançado candidato à reeleição em convenção realizada no dia 4 de agosto. Como vice, foi indicado o ex-prefeito de Dourados e ex-vice-governador Murilo Zauith (DEM). Além do partido Democratas, compuseram a coligação tucana PTB, PSD, PSB, PPS, PP, PSL, PMB PMN, Avante, Solidariedade e Patriota.

##### Partido dos Trabalhadores (PT)
Em convenção realizada no dia 28 de julho, o PT confirmou a candidatura do ex-prefeito de Mundo Novo, Humberto Amaducci. Sua candidata a vice é Luciene Maria da Silva. Assim, o partido vai à disputa em chapa pura.

##### Partido Democrático Trabalhista (PDT)
O nome do ex-juiz federal Odilon de Oliveira foi oficializado como candidato na convenção realizada em 21 de julho. Para a vaga de vice, foi indicado o empresário e ex-secretário executivo da Fundação de Apoio à Pequisa ao Ensino e à Cultura (Fapec), Herbert Assunção. A candidatura chegou a receber apoio do PROS.
Em 1º de agosto, a legenda anunciou a troca do candidato a vice, indicando a radialista Keliana Fernandes (PROS). Porém, a direção voltou atrás no mesmo dia após críticas. O movimento fez com o que o Pros abandonasse a coligação dois dias depois.
Em seguida, Odilon recebeu o apoio do PRB, no dia 3, que indicou Marcos Vitor, bispo da comunidade evangélica Sara Nossa Terra e presidente do Conselho de Pastores de Dourados (Conped) como candidato a vice-governador, em 5 de agosto. Assim, o PDT oficializou a coligação “Esperança e Mudança”, com PDT encabeçando a chapa, o PRB na vice e o Podemos.

##### Partido Socialismo e Liberdade (PSOL)
Na convenção realizada em 5 de agosto, o ex-vice-prefeito de Ribas do Rio Pardo, João Alfredo Danieze, teve o nome oficializado como candidato. A agricultora Osvaldina Freitas, a Diná, foi indicada como candidata a vice, formando assim uma chapa pura.

##### Partido Verde (PV)
O ex-vereador de Campo Grande Marcelo Bluma foi indicado oficialmente como candidato na convenção realizada em 4 de agosto. A Rede Sustentabilidade apontou a professora Ana Maria Bernadelli como vice. Assim, a chapa foi composta por PV, Rede. e PCdoB

#### Desistências

##### Movimento Democrático Brasileiro
Na convenção realizada no dia 4 de agosto, a senadora Simone Tebet foi oficializada como candidata ao governo do estado, tendo como vice o procurador licenciado do MPMS, Sérgio Harfouche (PSC). Porém, no dia 12, Simone anunciou que desistiria da candidatura por razões pessoais. O candidato a vice, Sérgio Harfouche (PSC), também abriu mão da disputa dois dias depois, anunciando em seguida que concorreria a uma das vagas ao Senado.

### Eleições parlamentares

#### Candidaturas oficializadas

##### Movimento Democrático Brasileiro (MDB)
Waldemir Moka, senador desde 2011, foi indicado oficialmente para disputar novo mandato na convenção realizada em 4 de agosto. O partido indicou o ex-prefeito de Sonora Zelir Maggioni, o Mano, como primeiro suplente e a ex-vereadora de Campo Grande Maria Emília Sulzer como segunda suplente.

##### Partido da Mulher Brasileira (PMB)
Durante convenção realizada em 4 de agosto, o nome do ex-superintendente do Instituto Brasileiro do Meio Ambiente e dos Recursos Naturais Renováveis (Ibama) em Mato Grosso do Sul, Dorival Betini, foi lançado oficialmente para a disputa. A legenda indicou a empresária Meire Xavier como primeira suplente e a primeira-dama de Mundo Novo, Gislaine Rocha, como segunda suplente.

##### Partido da Social Democracia Brasileira (PSDB)
O ex-secretário de estado de Infraestrutura, Marcelo Miglioli, foi oficializado como candidato ao Senado na convenção do partido, realizada em 4 de agosto. O PSB indicou o presidente da Assembleia de Deus, pastor Antônio Dionizio, como primeiro suplente. Já o PSD indicou como segunda suplente a presidente da Câmara Municipal de Dourados, vereadora Daniela Hall.

##### Partido dos Trabalhadores (PT)
Como único candidato, o deputado federal José Orcírio Miranda dos Santos, o Zeca do PT, foi confirmado como candidato ao Senado na convenção do partido realizada em 28 de julho. Como primeiro suplente, foi indicado o ex-prefeito de Dourados, Laerte Tetila, também do PT. A advogada Giselle Marques foi oficializada em agosto como segunda suplente.

##### Partido Comunista do Brasil (PCdoB)
Em convenção realizada em 4 de agosto, o PCdoB confirmou a candidatura do advogado Mário Fonseca. O PV indicou o administrador de empresas Elias Camilo como primeiro suplente e a Rede indicou o ex-cacique da Aldeia Indígena Urbana Marçal de Souza, Vânio Lara, como segundo suplente.

##### Partido Republicano Brasileiro (PRB)
Após a desistência do senador Pedro Chaves, o PRB indicou o vereador de Campo Grande Gilmar da Cruz como candidato em 16 de agosto.

##### Partido Social Cristão (PSC)
Após o período de convenções, o procurador licenciado Sérgio Harfouche anunciou sua candidatura em 14 de agosto, após a desistência de Simone Tebet em concorrer ao governo e romper com o MDB. Os empresários Edson Almeida e Mackson Vianna foram indicados pelo PSC como primeiro suplente e segundo suplentes, respectivamente.

##### Partido Social Liberal (PSL)
Durante convenção realizada em 4 de agosto, a advogada Soraya Thronicke foi indicada formalmente como candidata. O partido indicou o produtor rural Rodolfo Nogueira como primeiro suplente e o advogado Danny Fabrício Cabral Gomes como segundo suplente.

##### Partido Socialismo e Liberdade (PSOL)
A candidatura do porteiro Anísio da Fonseca, indígena da etnia Guató, foi oficializada durante convenção realizada em 5 de agosto. A legenda indicou o servidor público Márcio Benites como primeiro suplente e o agente penitenciário José Roberto Jacques como segundo suplente.

##### Partido Trabalhista Brasileiro (PTB)
O ex-prefeito de Campo Grande, Nelson Trad Filho, o Nelsinho Trad, foi lançado oficialmente como candidato na convenção realizada em 4 de agosto. O DEM indicou como primeiro suplente o empresário José Chagas e a professora Terezinha Bazé como segunda suplente.

##### Podemos (PODE)
Após a convenção, o partido lançou a candidatura do advogado Humberto Figueiró. O partido indicou ainda empresário Omar Kadri como primeiro suplente e o também empresário Venício de Oliveira como segundo suplente.
Porém, o candidato a suplente de senador, Omar Kadri, desistiu da disputa em agosto. No mesmo mês, o candidato a primeiro suplente Venício de Oliveira também renunciou à candidatura.

#### Candidaturas indeferidas

##### Partido Pátria Livre (PPL)
Em convenção realizada no dia 28 de julho, o partido oficializou o ex-subsecretário de Políticas Públicas para a Juventude do estado, Thiago Freitas, como candidato ao Senado. O PPL vai às urnas sem alianças ou candidatos na eleição majoritária. O partido indicou Luiz Marques Valejo e Fernando Almeida como primeiro e segundo suplentes, respectivamente.
Porém, o Tribunal Regional Eleitoral indeferiu a candidatura de Freitas no mês de setembro.

##### Partido Trabalhista Cristão (PTC)
Após a desistência de César Nicolatti, o ex-senador Delcídio do Amaral foi indicado como candidato no dia 17 de setembro. No dia 4 de outubro, a Justiça Federal de Campo Grande suspendeu os efeitos da cassação do mandato de Delcídio, anulando assim sua inelegibilidade. Porém, o Tribunal Regional Federal da 3ª Região (TRF3) cassou a liminar e manteve o político inelegível.
Depois da eleição, o TRE indeferiu o registro da candidatura de Delcídio, por ainda estar inelegível.

#### Desistências

##### Partido Democrático Trabalhista (PDT)
A professora universitária Leocádia Aglaé Petry Leme, ex-reitora da Universidade Estadual de Mato Grosso do Sul (UEMS) e da Universidade para o Desenvolvimento do Estado e da Região do Pantanal (Uniderp), foi indicada como candidata ao Senado na convenção realizada em 21 de julho.
Porém, para acomodar o candidato do Podemos, o PDT desistiu de lançar a professora Leocádia Petry Leme ao Senado após a convenção.

##### Partido Republicano Brasileiro (PRB)
O nome do senador Pedro Chaves foi lançado à reeleição em convenção realizada no dia 2 de agosto. O PRB indicou os dois suplentes, sendo o primeiro o vereador de Campo Grande Gilmar da Cruz e o segundo o parlamentar de São Gabriel do Oeste Angelo Mendes. Porém, Chaves anunciou sua desistência em 15 de agosto.

##### Partido Trabalhista Cristão (PTC)
Médico de Campo Grande, César Nicolatti foi oficialmente indicado como candidato durante convenção realizada em 5 de agosto. A legenda indicou ainda como primeiro suplente o advogado e presidente estadual do PTC, César Gazolla, e a vereadora de Coronel Sapucaia Niágara Kraievski.
Mas em 17 de setembro, Nicolatti desistiu de disputar uma das cadeiras do Salão Azul do Congresso Nacional.

## Candidatos

### Governador
| Candidato a governador | Candidato a governador | Candidato a governador | Último cargo que ocupou                         | Partido e número | Candidato (a) a vice         | Coligação                                                                                                 |
| ---------------------- | ---------------------- | ---------------------- | ----------------------------------------------- | ---------------- | ---------------------------- | --- |
| Humberto Amaducci      | —                      |                        | Prefeito de Mundo Novo (2013–2016)              | PT — 13          | Luciene Silva (PT)           | Candidato não coligado                                                                                    |
| João Alfredo Danieze   | —                      |                        | Vice-prefeito de Ribas do Rio Pardo (2009–2010) | PSOL — 50        | Diná Freitas (PSOL)          | Candidato não coligado                                                                                    |
| Junior Mochi           | Junior Mochi           |                        | Presidente da ALMS (2015–2019)                  | MDB — 15         | Tânia Garib (MDB)            | Amor, Trabalho e Fé (MDB, PTC, PR, PHS, PRTB, PRP e DC)                                                   |
| Marcelo Bluma          | —                      |                        | Vereador de Campo Grande (2001–2012)            | PV — 43          | Ana Maria Bernardelli (REDE) | O Nosso Movimento é por Mudança (PV, REDE e PCdoB)                                                        |
| Odilon de Oliveira     | Odilon de Oliveira     |                        | Juiz federal (1987–2017)                        | PDT — 12         | Marcos Vitor (PRB)           | Esperança e Mudança (PDT, PRB e PODE)                                                                     |
| Reinaldo Azambuja      | Odilon de Oliveira     |                        | Governador (desde 2015)                         | PSDB — 45        | Murilo Zauith (DEM)          | Avançar com Responsabilidade (PSDB, DEM, PTB, PSL, PMB, PSB, PSD, PP, PPS, PROS, PMN, Avante, SD e PATRI) |

### Senador
| Candidato(a) a senador(a) | Candidato(a) a senador(a) | Candidato(a) a senador(a) | Último cargo que ocupou                                                                                      | Partido e número | Candidatos(as) a suplente                            | Coligação                                                                               |
| ------------------------- | ------------------------- | ------------------------- | --- | ---------------- | ---------------------------------------------------- | --------------------------------------------------------------------------------------- |
| Anísio Guató              | —                         |                           | — | PSOL — 500       | Márcio Benites (PSOL) José Roberto Jacques (PSOL)    | Candidato não coligado                                                                  |
| Beto Figueiró             | —                         |                           | — | PODE — 190       | Herbert Assunção (PDT) Marco Aurélio Guimarães (PDT) | Esperança e Mudança (PDT, PRB e PODE)                                                   |
| Delcídio do Amaral        | Delcídio do Amaral        |                           | Senador (2003–2016)                                                                                          | PTC — 368        | Gazolla (PTC) Niágara Kraievski (PTC)                | Candidato não coligado                                                                  |
| Dorival Betini            | —                         |                           | Superintendente estadual do IBAMA (2017–2018)                                                                | PMB — 356        | Meire Xavier (PMB) Gislaine Rocha (PMB)              | Candidato não coligado                                                                  |
| Gilmar da Cruz            | Gilmar da Cruz            |                           | Vereador de Campo Grande (desde 2013)                                                                        | PRB — 100        | Josias de Carvalho (PRB) Angelo Mendes (PRB)         | Esperança e Mudança (PDT, PRB e PODE)                                                   |
| Marcelo Miglioli          | —                         |                           | Secretário de estado de Infraestrutura (2015–2018)                                                           | PSDB — 456       | Antônio Dionizio (PSB) Daniela Hall (PSD)            | Avançar com Responsabilidade (PSDB, DEM, PTB, PSB, PSD, PP, PPS, PROS, PMN, SD e PATRI) |
| Mário Fonseca             | —                         |                           | — | PCdoB — 654      | Elias Camilo (PV) Lucianne Pina (PV)                 | O Nosso Movimento é por Mudança (PV, REDE e PCdoB)                                      |
| Nelsinho Trad             | Nelsinho Trad             |                           | Secretário de estado extraordinário de Articulação, de Desenvolvimento Regional e dos Municípios (2013–2014) | PTB — 144        | José Chagas (DEM) Terezinha Bazé (DEM)               | Avançar com Responsabilidade (PSDB, DEM, PTB, PSB, PSD, PP, PPS, PROS, PMN, SD e PATRI) |
| Sérgio Harfouche          | Sérgio Harfouche          |                           | Procurador do MPMS (desde 1992)                                                                              | PSC — 200        | Edson Almeida (PSC) Mackson Vianna (PSC)             | Candidato não coligado                                                                  |
| Soraya Thronicke          | Soraya Thronicke          |                           | — | PSL — 177        | Rodolfo Nogueira (PSL) Danny Fabrício (PSL)          | Candidata não coligada                                                                  |
| Waldemir Moka             | Delcídio do Amaral        |                           | Senador (2011–2019)                                                                                          | MDB — 151        | Mano (MDB) Maria Emília Sulzer (MDB)                 | Amor, Trabalho e Fé (MDB, PTC, PR, PHS, PRTB, PRP e DC)                                 |
| Zeca do PT                | Zeca do PT                |                           | Deputado federal (2015–2019)                                                                                 | PT — 133         | Laerte Tetila (PT) Giselle Marques (PT)              | Candidato não coligado                                                                  |

## Pesquisas de opinião

### Pré-campanha

#### Governo do Estado
| Período da pesquisa               | Instituto  | Total de entrevistados | Margem de erro (pontos percentuais) | MDB                 | PDT             | PSDB              | PSOL            | PT               | PV            | Sem filiação    | Outros | Abst./ Não decid. |
| --------------------------------- | ---------- | ---------------------- | ----------------------------------- | ------------------- | --------------- | ----------------- | --------------- | ---------------- | ------------- | --------------- | ------ | ----------------- |
| Período da pesquisa               | Instituto  | Total de entrevistados | Margem de erro (pontos percentuais) |                     |                 |                   |                 |                  |               |                 |        | Abst./ Não decid. |
| 19 a 21 de dezembro de 2016       | Ipems      | 400                    | 4,9                                 | 33,07% (Puccinelli) | —               | 34,77% (Azambuja) | —               | —                | —             | —               | —      | 32,16%            |
| 1º a 10 de março de 2017          | Ranking    | 3000                   | —                                   | 25,6% (Puccinelli)  | —               | 16,5% (Azambuja)  | —               | —                | —             | 2,96% (Odilon)  | 22,62% | 32,52%            |
| 24 de julho a 3 de agosto de 2017 | Ipems      | 1528                   | 2,51                                | 25,64% (Puccinelli) | —               | 21,83% (Azambuja) | —               | —                | —             | 22,47% (Odilon) | 10,05% | 17,61%            |
| 9 a 16 de outubro de 2017         | Ranking    | 3000                   | 2,5                                 | 17,6% (Puccinelli)  | —               | 12,83% (Azambuja) | —               | —                | 1,46% (Bluma) | 14,03% (Odilon) | 17,78% | 24,1%             |
| 9 a 16 de outubro de 2017         | Ranking    | 3000                   | 2,5                                 | 21,66% (Puccinelli) | —               | 15,63% (Azambuja) | —               | —                | —             | 20,16% (Odilon) | 13,33% | 29,22%            |
| 18 a 25 de outubro de 2017        | Ipems      | 1329                   | 2,69                                | 26,91% (Puccinelli) | —               | 16,92% (Azambuja) | —               | —                | —             | 25,29% (Odilon) | 9,47%  | 21,41%            |
| 4 a 12 de dezembro de 2017        | Ranking    | 3000                   | 2,5                                 | 17,06% (Puccinelli) | 28,36% (Odilon) | 16,13% (Azambuja) | —               | 0,23% (Amaducci) | —             | —               | 11,58% | 27,77%            |
| 9 a 17 de dezembro de 2017        | Ipems      | 2285                   | 2,05                                | 24,58% (Puccinelli) | 32,5% (Odilon)  | 23,17% (Azambuja) | —               | 0,42% (Amaducci) | —             | —               | 3,82%  | 15,52%            |
| 9 a 17 de dezembro de 2017        | Ipems      | 2285                   | 2,05                                | 4,83% (Waldeli)     | 36,56% (Odilon) | 32,37% (Azambuja) | —               | 0,44% (Amaducci) | —             | —               | 4,07%  | 22,24%            |
| 9 a 17 de dezembro de 2017        | Ipems      | 2285                   | 2,05                                | 5,25% (Mochi)       | 44,9% (Odilon)  | —                 | —               | 0,52% (Amaducci) | —             | —               | 5,35%  | —                 |
| 1º a 5 de fevereiro de 2018       | Ranking    | 1200                   | 2,83                                | 15,5% (Puccinelli)  | 30,16% (Odilon) | 18,16% (Azambuja) | 1,16% (Danieze) | 1,83% (Amaducci) | —             | —               | 13,53% | 19,66%            |
| 11 a 15 de março de 2018          | Ranking    | 1200                   | 2,83                                | 20,16% (Puccinelli) | 22,75% (Odilon) | 18,75% (Azambuja) | 0,58% (Danieze) | 1,58% (Amaducci) | —             | —               | 13,81% | 22,37%            |
| 17 a 21 de março de 2018          | Vox Populi | 500                    | —                                   | 23% (Puccinelli)    | 30% (Odilon)    | 9% (Azambuja)     | —               | 1% (Amaducci)    | —             | —               | 11%    | 13%               |
| 20 a 23 de março de 2018          | Top Mídia  | 600                    | 4                                   | 21% (Puccinelli)    | 18% (Odilon)    | 14% (Azambuja)    | —               | —                | —             | —               | —      | 32,2%             |
| 5 a 8 de abril de 2018            | DATAmax    | 804                    | 3,5                                 | 21,4% (Puccinelli)  | 25,4% (Odilon)  | 22,6% (Azambuja)  | 0,9% (Danieze)  | 1% (Amaducci)    | —             | —               | 3,3%   | 37,5%             |
| 14 a 20 de abril de 2018          | Ipems      | 1200                   | 2,83                                | 25,43% (Puccinelli) | 34,94% (Odilon) | 25,5% (Azambuja)  | —               | 2,58% (Amaducci) | —             | —               | —      | 12,55%            |
| 17 a 20 de abril de 2018          | Top Mídia  | 600                    | 4                                   | 28% (Puccinelli)    | 25% (Odilon)    | 21% (Azambuja)    | —               | —                | —             | —               | —      | 12,5%             |
| 7 a 11 de maio de 2018            | IPR        | 744                    | 3,6                                 | 27,28% (Puccinelli) | 28,49% (Odilon) | 13,6% (Azambuja)  | 0,54% (Danieze) | 0,54% (Amaducci) | —             | —               | 0,54%  | 18,57%            |
| 17 a 22 de maio de 2018           | Top Mídia  | 600                    | 4                                   | 31% (Puccinelli)    | 26% (Odilon)    | 19% (Azambuja)    | —               | —                | —             | —               | —      | 18,8%             |
| 30 de maio a 5 de junho de 2018   | Ranking    | 1200                   | 2,83                                | 23,41% (Puccinelli) | 28,08% (Odilon) | 22,33% (Azambuja) | 0,5% (Danieze)  | 1,58% (Amaducci) | —             | —               | 7,98%  | 16,12%            |
| 18 a 21 de junho de 2018          | Top Mídia  | 600                    | 4                                   | 23% (Puccinelli)    | 25% (Odilon)    | 22% (Azambuja)    | —               | —                | —             | —               | —      | 27,6%             |
| 9 a 11 de julho de 2018           | Ipems      | 400                    | 4,9                                 | 29,39% (Puccinelli) | 30,74% (Odilon) | 25,77% (Azambuja) | 1,24% (Danieze) | 1,47% (Amaducci) | —             | —               | —      | 11,37%            |
| 14 a 19 de julho de 2018          | Ranking    | 1200                   | 2,8                                 | 27,17% (Puccinelli) | 24,58% (Odilon) | 26,08% (Azambuja) | 0,75% (Danieze) | 0,83% (Amaducci) | —             | —               | 2,5%   | 11,37%            |
| 17 a 21 de julho de 2018          | Top Mídia  | 600                    | 4                                   | 19% (Puccinelli)    | 21% (Odilon)    | 18% (Azambuja)    | —               | 0,7% (Amaducci)  | —             | —               | 1,1%   | 40,2%             |
| 7 a 10 de agosto de 2018          | IPR        | 700                    | 3,5                                 | 12,29% (Simone)     | 27,29% (Odilon) | 19,86% (Azambuja) | 0,43% (Danieze) | 1,86% (Amaducci) | 1,71% (Bluma) | —               | —      | 36,57%            |
| 6 a 12 de agosto de 2018          | Ranking    | 1200                   | 2,83                                | 13,75% (Simone)     | 25,5% (Odilon)  | 36,66% (Azambuja) | 0,91% (Danieze) | 3,5% (Amaducci)  | 3,83% (Bluma) | —               | —      | 15,85%            |

#### Senado
Nota: como em 2018 os eleitores escolhem dois senadores por estado, a soma dos percentuais atinge 200%, uma vez que os entrevistados podem optar por dois nomes.
| Período da pesquisa               | Instituto  | Amostra | Margem de erro | MDB           | PCdoB           | PMB            | PODE             | PPL             | PRB            | PSC               | PSL            | PSDB             | PSOL           | PT            | PTB               | PTC               | Outros | Abst./ Não decid. |
| --------------------------------- | ---------- | ------- | -------------- | ------------- | --------------- | -------------- | ---------------- | --------------- | -------------- | ----------------- | -------------- | ---------------- | -------------- | ------------- | ----------------- | ----------------- | ------ | ----------------- |
| Período da pesquisa               | Instituto  | Amostra | Margem de erro |               |                 |                |                  |                 |                |                   |                |                  |                |               |                   |                   |        | Abst./ Não decid. |
| 19 a 21 de dezembro de 2016       | Ipems      | 400     | 4,9            | 17,76% (Moka) | —               | —              | —                | —               | —              | 12,09% (Chaves)   | —              | —                | —              | 21,55% (Zeca) | 40,68% (Nelsinho) | —                 | 14,78% | —                 |
| 15 a 17 de março de 2017          | Ipems      | 400     | 4,9            | 9,44% (Moka)  | —               | —              | —                | —               | —              | 7,59% (Chaves)    | —              | —                | —              | 12,39% (Zeca) | 34,95% (Nelsinho) | —                 | 35,73% | 41,63%            |
| 24 de julho a 3 de agosto de 2017 | Ipems      | 1528    | 2,51           | 22,61% (Moka) | —               | —              | —                | —               | —              | 2,3% (Chaves)     | —              | —                | —              | 30,53% (Zeca) | 42,99% (Nelsinho) | —                 | 6,28%  | 27,42%            |
| 9 a 16 de outubro de 2017         | Ranking    | 3000    | 2,5            | 6,13% (Moka)  | —               | —              | —                | —               | —              | 4,76% (Chaves)    | —              | —                | —              | 8,46% (Zeca)  | 15,2% (Nelsinho)  | —                 | 28,92% | 36,53%            |
| 18 a 25 de outubro de 2017        | Ipems      | 2139    | 2,69           | 19,25% (Moka) | —               | —              | —                | —               | —              | 3,31% (Chaves)    | —              | —                | —              | 21,7% (Zeca)  | 30,7% (Nelsinho)  | —                 | 35,59% | 8,69%             |
| 9 a 17 de dezembro de 2017        | Ipems      | 2285    | —              | 25,53% (Moka) | —               | —              | —                | —               | —              | 3,1% (Chaves)     | —              | 0,92% (Miglioli) | —              | 31,2% (Zeca)  | 39,75% (Nelsinho) | —                 | 9,67%  | 39,41%            |
| 1º a 5 de fevereiro de 2018       | Ranking    | 1200    | 2,83           | 10,25% (Moka) | —               | —              | 3,16% (Maia)     | —               | —              | 14,75% (Chaves)   | —              | —                | —              | 18,25% (Zeca) | 31,16% (Nelsinho) | —                 | 14,74% | 7,69%             |
| 11 a 15 de março de 2018          | Ranking    | 1200    | 2,83           | 4,41% (Moka)  | —               | —              | 3,91% (Maia)     | —               | —              | 8,66% (Chaves)    | —              | 2,66% (Miglioli) | —              | 14,33% (Zeca) | 27,17% (Nelsinho) | —                 | 10,07% | 28,79%            |
| 11 a 15 de março de 2018          | Ranking    | 1200    | 2,83           | 5,33% (Moka)  | —               | —              | 4% (Maia)        | —               | —              | 5,83% (Chaves)    | —              | 2,41% (Miglioli) | —              | 6,25% (Zeca)  | 4,16% (Nelsinho)  | —                 | 16,83% | 55,19%            |
| 17 a 21 de março de 2018          | Vox Populi | 500     | 4,4            | 4% (Moka)     | —               | —              | 2% (Maia)        | —               | 5% (Chaves)    | —                 | —              | —                | —              | 15% (Zeca)    | 27% (Nelsinho)    | —                 | 2%     | 43%               |
| 17 a 21 de março de 2018          | Vox Populi | 500     | 4,4            | 5% (Moka)     | —               | —              | 3% (Maia)        | —               | 5% (Chaves)    | —                 | —              | —                | —              | 7% (Zeca)     | 10% (Nelsinho)    | —                 | 3%     | 67%               |
| 17 a 21 de março de 2018          | Vox Populi | 500     | 4,4            | 5% (Moka)     | —               | —              | 3% (Maia)        | —               | 5% (Chaves)    | —                 | —              | 1% (Miglioli)    | —              | 15% (Zeca)    | 25% (Nelsinho)    | —                 | —      | 45%               |
| 17 a 21 de março de 2018          | Vox Populi | 500     | 4,4            | 4% (Moka)     | —               | —              | 3% (Maia)        | —               | 6% (Chaves)    | —                 | —              | 1% (Miglioli)    | —              | 7% (Zeca)     | 10% (Nelsinho)    | —                 | —      | 68%               |
| 14 a 20 de abril de 2018          | Ipems      | 1200    | 2,83           | 23,58% (Moka) | —               | —              | 4,62% (Maia)     | —               | 6,24% (Chaves) | 7% (Harfouche)    | —              | 2,74% (Miglioli) | —              | 31,76% (Zeca) | 41,59% (Nelsinho) | —                 | —      | —                 |
| 7 a 11 de maio de 2018            | IPR        | 744     | 3,6            | 6,59% (Moka)  | —               | 0,54% (Betini) | 2,02% (Maia)     | —               | 4,44% (Chaves) | 4,03% (Harfouche) | 1,61% (Soraya) | 0,67% (Miglioli) | —              | 10,22% (Zeca) | 30,91% (Nelsinho) | —                 | 0,81%  | 23,92%            |
| 7 a 11 de maio de 2018            | IPR        | 744     | 3,6            | 8,87% (Moka)  | —               | 0,67% (Betini) | 3,49% (Maia)     | —               | 4,57% (Chaves) | 1,34% (Harfouche) | 0,94% (Soraya) | 1,21% (Miglioli) | —              | 5,78% (Zeca)  | 7,93% (Nelsinho)  | —                 | 0,67%  | 44,22%            |
| 30 de maio a 5 de junho de 2018   | Ranking    | 1200    | 2,83           | 6% (Moka)     | —               | 0,58% (Betini) | 1,66% (Maia)     | —               | 3% (Chaves)    | 3,41% (Harfouche) | —              | 1,66% (Miglioli) | —              | 17,16% (Zeca) | 21,58% (Nelsinho) | —                 | —      | 44,95%            |
| 30 de maio a 5 de junho de 2018   | Ranking    | 1200    | 2,83           | 5,58% (Moka)  | —               | 1,91% (Betini) | 2,66% (Maia)     | —               | 3,83% (Chaves) | 1,33% (Harfouche) | —              | 2,16% (Miglioli) | —              | 5,83% (Zeca)  | 14,83% (Nelsinho) | —                 | —      | 61,87%            |
| 18 a 21 de junho de 2018          | Top Mídia  | 600     | 4              | 10% (Moka)    | —               | —              | 3% (Maia)        | —               | 5% (Chaves)    | 1,5% (Harfouche)  | —              | 1,5% (Miglioli)  | —              | 17% (Zeca)    | 26% (Nelsinho)    | —                 | —      | 36,5%             |
| 18 a 21 de junho de 2018          | Top Mídia  | 600     | 4              | 8% (Moka)     | —               | —              | 2% (Maia)        | —               | 3% (Chaves)    | 1% (Harfouche)    | —              | 1% (Miglioli)    | —              | 9% (Zeca)     | 18% (Nelsinho)    | —                 | —      | 58%               |
| 9 a 11 de julho de 2018           | Ipems      | 400     | 4,9            | 13,15% (Moka) | —               | 3,31% (Betini) | 5,92% (Maia)     | —               | 6,57% (Chaves) | 8,9% (Harfouche)  | 9,68% (Soraya) | 3,02% (Miglioli) | —              | 24,4% (Zeca)  | 41,78% (Nelsinho) | —                 | —      | —                 |
| 14 a 19 de julho de 2018          | Ranking    | 1200    | 2,8            | 6,17% (Moka)  | —               | 3,33% (Betini) | 3,08% (Maia)     | —               | 3,91% (Chaves) | 3,25% (Harfouche) | —              | 1,75% (Miglioli) | —              | 14,5% (Zeca)  | 27,75% (Nelsinho) | —                 | —      | 36,26%            |
| 14 a 19 de julho de 2018          | Ranking    | 1200    | 2,8            | 5,83% (Moka)  | —               | 2,83% (Betini) | 2,67% (Maia)     | —               | 3,41% (Chaves) | 3,33% (Harfouche) | —              | 2,17% (Miglioli) | —              | 7,83% (Zeca)  | 8,25% (Nelsinho)  | —                 | —      | 63,68%            |
| 17 a 21 de julho de 2018          | Top Mídia  | 600     | 4              | 14% (Moka)    | —               | —              | 2% (Maia)        | —               | 4% (Chaves)    | 2% (Harfouche)    | —              | 1% (Miglioli)    | —              | 15% (Zeca)    | 28% (Nelsinho)    | —                 | —      | 34%               |
| 17 a 21 de julho de 2018          | Top Mídia  | 600     | 4              | 9% (Moka)     | —               | —              | 1% (Maia)        | —               | 2% (Chaves)    | 3% (Harfouche)    | —              | 1% (Miglioli)    | —              | 7% (Zeca)     | 16% (Nelsinho)    | —                 | —      | 61%               |
| 6 a 12 de agosto de 2018          | Ranking    | 1200    | 2,83           | 6,25% (Moka)  | 0,75% (Fonseca) | 3,08% (Betini) | 1,75% (Figueiró) | 0,75% (Freitas) | 7,83% (Chaves) | —                 | 2% (Soraya)    | 3,41% (Miglioli) | 1,5% (Anísio)  | 14,25% (Zeca) | 28,58% (Nelsinho) | 1,08% (Nicolatti) | —      | 28,77%            |
| 6 a 12 de agosto de 2018          | Ranking    | 1200    | 2,83           | 6,83% (Moka)  | 1,16% (Fonseca) | 3% (Betini)    | 2,25% (Figueiró) | 1,91% (Freitas) | 5,66% (Chaves) | —                 | 1% (Soraya)    | 3,16% (Miglioli) | 1,66% (Anísio) | 8,5% (Zeca)   | 10,75% (Nelsinho) | 1,16% (Nicolatti) | —      | 52,96%            |

### Primeiro turno

#### Governo do Estado
| Divulgação             | Instituto          | Margem de erro | Candidato       | Candidato    | Candidato   | Candidato     | Candidato  | Candidato           | Brancos ou Nulos | Nenhum ou Não sabe |
| Divulgação             | Instituto          | Margem de erro | Azambuja (PSDB) | Odilon (PDT) | Mochi (MDB) | Amaducci (PT) | Bluma (PV) | João Alfredo (PSOL) | Brancos ou Nulos | Nenhum ou Não sabe |
| ---------------------- | ------------------ | -------------- | --------------- | ------------ | ----------- | ------------- | ---------- | ------------------- | ---------------- | ------------------ |
| 24 de agosto de 2018   | Ibope              | ±3%            | 39%             | 24%          | 3%          | 2%            | 2%         | 2%                  | 17%              | 11%                |
| 25 de agosto de 2018   | IPR                | ±2,9%          | 25,33%          | 26,75%       | 7,33%       | 2,58%         | 1%         | 1,33%               | 15,5%            | 20,17%             |
| 27 de agosto de 2018   | Real Time Big Data | ±3%            | 35%             | 28%          | 6%          | 2%            | 1%         | 1%                  | 10%              | 17%                |
| 4 de setembro de 2018  | Ranking            | ±2,83%         | 35,33%          | 27,58%       | 5,25%       | 3,5%          | 2,33%      | 3,08%               | —                | —                  |
| 17 de setembro de 2018 | Ranking            | ±2,83%         | 30,08%          | 28,33%       | 16,41%      | 4,58%         | 2,75%      | 2%                  | —                | —                  |
| 21 de setembro de 2018 | Ranking            | ±2,83%         | 32,5%           | 24,25%       | 19,5%       | 3,5%          | 3,25%      | 1,41%               | —                | —                  |
| 21 de setembro de 2018 | Ipems              | ±2,53%         | 42,94%          | 29,35%       | 7,77%       | 4,76%         | 2,62%      | 0,72%               | —                | —                  |
| 24 de setembro de 2018 | Ibope              | ±3%            | 40%             | 29%          | 5%          | 4%            | 2%         | 2%                  | 10%              | 9%                 |
| 26 de setembro de 2018 | Ranking            | ±2,83%         | 36,25%          | 25,16%       | 20,41%      | 3,41%         | 2,08%      | 0,83%               | —                | —                  |
| 27 de setembro de 2018 | Ibrape             | ±3%            | 42%             | 26%          | 7%          | 6%            | 2%         | 2%                  | 10%              | 5%                 |
| 30 de setembro de 2018 | DATAmax            | ±3%            | 37,5%           | 26,9%        | 6,2%        | 5,4%          | 2%         | 1,3%                | 11,2%            | 12,6%              |
| 1º de outubro de 2018  | Ranking            | ±2,83%         | 38,16%          | 24,33%       | 20,91%      | 4,08%         | 3,16%      | 1,75%               | —                | —                  |
| 2 de outubro de 2018   | Ipems              | ±2,53%         | 45,82%          | 30,24%       | 7,17%       | 4,2%          | 1,44%      | 0,82%               | —                | —                  |
| 3 de outubro de 2018   | Ibrape             | ±3%            | 44%             | 27%          | 7%          | 5%            | 2%         | 2%                  | 9%               | 4%                 |
| 4 de outubro de 2018   | Ranking            | ±2,83%         | 37,16%          | 23,91%       | 21%         | 4,16%         | 3,5%       | 2%                  | —                | —                  |
| 4 de outubro de 2018   | Real Time Big Data | ±3%            | 44%             | 21%          | 10%         | 4%            | 2%         | 1%                  | 8%               | 10%                |
| 5 de outubro de 2018   | Ibope              | ±3%            | 44%             | 31%          | 6%          | 4%            | 2%         | 1%                  | 5%               | 7%                 |
| 6 de outubro de 2018   | Ranking            | ±2,83%         | 37,16%          | 23,25%       | 22,08%      | 5%            | 3,08%      | 1,16%               | —                | —                  |
| 6 de outubro de 2018   | DATAmax            | ±3%            | 38,9%           | 24,7%        | 6,7%        | 4,1%          | 1,8%       | 1,1%                | 7,5%             | 15,1%              |

#### Senado
Nota: como em 2018 os eleitores escolhem dois senadores por estado, a soma dos porcentuais atinge 200%, uma vez que os entrevistados podem optar por dois nomes.
| Divulgação             | Instituto          | Margem de erro | Candidato (a)  | Candidato (a) | Candidato (a) | Candidato (a)  | Candidato (a) | Candidato (a)   | Candidato (a) | Brancos ou Nulos | Nenhum ou Não sabe |
| Divulgação             | Instituto          | Margem de erro | Nelsinho (PTB) | Zeca do PT    | Moka (MDB)    | Delcídio (PTC) | Soraya (PSL)  | Miglioli (PSDB) | Outros        | Brancos ou Nulos | Nenhum ou Não sabe |
| ---------------------- | ------------------ | -------------- | -------------- | ------------- | ------------- | -------------- | ------------- | --------------- | ------------- | ---------------- | ------------------ |
| 24 de agosto de 2018   | Ibope              | ±3%            | 34%            | 29%           | 20%           | —              | 6%            | 3%              | 29%[A]        | 46%              | 34%                |
| 25 de agosto de 2018   | IPR                | ±2,9%          | 21,33%         | 20,34%        | 11,5%         | —              | 2,92%         | 3,84%           | 21,42%[B]     | —                | —                  |
| 27 de agosto de 2018   | Real Time Big Data | ±3%            | 34%            | 24%           | 21%           | —              | 7%            | 8%              | 19%[C]        | 28%              | 59%                |
| 4 de setembro de 2018  | Ranking            | ±2,83%         | 38,41%         | 17,33%        | 13,58%        | —              | 4,91%         | 6,58%           | 46,63%[D]     | —                | —                  |
| 17 de setembro de 2018 | Ranking            | ±2,83%         | 40,41%         | 18,08%        | 17,16%        | —              | 8,08%         | 5,66%           | 36,9%[E]      | —                | —                  |
| 21 de setembro de 2018 | Ranking            | ±2,83%         | 38,16%         | 19%           | 19,41%        | —              | 3,58%         | 10,16%          | 36,31%[F]     | —                | —                  |
| 24 de setembro de 2018 | Ibope              | ±3%            | 33%            | 30%           | 19%           | 14%            | 4%            | 8%              | 22%[G]        | 35%              | 35%                |
| 26 de setembro de 2018 | Ranking            | ±2,83%         | 38,25%         | 19,41%        | 21,58%        | 14,25%         | 5,58%         | 11,58%          | 37,05%[H]     | —                | —                  |
| 1º de outubro de 2018  | Ranking            | ±2,83%         | 37,25%         | 20,83%        | 22,16%        | 17,41%         | 16,16%        | 7,41%           | 26,81%[I]     | —                | —                  |
| 1º de outubro de 2018  | DATAmax            | ±3%            | 26,3%          | 24,4%         | 18%           | 16,1%          | 12%           | 8,5%            | 16,8%[J]      | 31%              | 47,1%              |
| 3 de outubro de 2018   | Ipems              | ±2,53%         | 30,85%         | 24,9%         | 18,83%        | 17,08%         | 10,69%        | 10,65%          | 17,65%[K]     | —                | —                  |
| 4 de outubro de 2018   | Ranking            | ±2,83%         | 36,5%          | 20,75%        | 22,5%         | 18,75%         | 17,5%         | 7,66%           | 25,3%[L]      | —                | —                  |
| 4 de outubro de 2018   | Ibrape             | ±3%            | 28%            | 26%           | 25%           | 18%            | 16%           | 14%             | 19%[M]        | 17%              | 37%                |
| 4 de outubro de 2018   | Real Time Big Data | ±3%            | 33%            | 29%           | 25%           | 13%            | 13%           | 16%             | 23%[N]        | 26%              | 22%                |
| 5 de outubro de 2018   | Ibope              | ±3%            | 39%            | 29%           | 24%           | 16%            | 12%           | 11%             | 24%[O]        | 21%              | 23%                |
| 6 de outubro de 2018   | Ranking            | ±2,83%         | 35,75%         | 20,75%        | 23,41%        | 19,08%         | 17,91%        | 15,08%          | 26,56%[P]     | —                | —                  |
| 6 de outubro de 2018   | DATAmax            | ±3%            | 25,5%          | 23,3%         | 18,1%         | 14,5%          | 11,7%         | 10,2%           | 16,1%[Q]      | 25%              | 55,6%              |

[A] - Outros oito candidatos foram citados por pelo menos 1% dos entrevistados: Sérgio Harfouche (PSC) 8%, Pedro Chaves (PRB) 7%, Mário Fonseca (PCdoB) 4%, Beto Figueiró (PODE) 3%, Thiago Freitas (PPL) 3%, Dorival Betini (PMB) 2%, Anísio Guató (PSOL) 1% e César Nicolatti (PTC) 1%.

[B] - Outros cinco candidatos foram citados por pelo menos 1% dos entrevistados: Sérgio Harfouche (PSC) 9.42%, Pedro Chaves (PRB) 5.08%, Beto Figueiró (PODE) 2.17%, Anísio Guató (PSOL) 1.25% e Mário Fonseca (PCdoB) 1%. Dorival Betini (PMB) teve 0.92% das intenções de voto, Thiago Freitas (PPL) registrou 0.83% e César Nicolatti (PTC) alcançou 0.75%.

[C] - Outros cinco candidatos foram citados por pelo menos 1% dos entrevistados: Sérgio Harfouche (PSC) 9%, Beto Figueiró (PODE) 3%, Gilmar da Cruz (PRB), Dorival Betini (PMB) 2% e Mário Fonseca (PCdoB) 2%. Já Thiago Freitas (PPL), Anísio Guató (PSOL) e César Nicolatti (PTC) somaram juntos 1% das intenções de voto.

[D] - Outros oito candidatos foram citados por pelo menos 1% dos entrevistados: Sérgio Harfouche (PSC) 14.33%, Dorival Betini (PMB) 11.33%, Gilmar da Cruz (PRB) 5.33%, Beto Figueiró (PODE) 4.91%, Thiago Freitas (PPL) 3.16%, César Nicolatti (PTC) 2.71%, Mário Fonseca (PCdoB) 2.41% e Anísio Guató (PSOL) 2.41%.

[E] - Outros oito candidatos foram citados por pelo menos 1% dos entrevistados: Dorival Betini (PMB) 11.58%, Sérgio Harfouche (PSC) 8.5%, Gilmar da Cruz (PRB) 4.16%, Beto Figueiró (PODE) 3.75%, Thiago Freitas (PPL) 3.16%, Mário Fonseca (PCdoB) 2.91%, Anísio Guató (PSOL) 2.5% e César Nicolatti (PTC) 1.75%.

[F] - Outros oito candidatos foram citados por pelo menos 1% dos entrevistados: Sérgio Harfouche (PSC) 11.83%, Dorival Betini (PMB) 10.33%, Gilmar da Cruz (PRB) 4.58%, Beto Figueiró (PODE) 2.83%, Thiago Freitas (PPL) 2.66%, Anísio Guató (PSOL) 2.16%, César Nicolatti (PTC) 2.08% e Mário Fonseca (PCdoB) 2%.

[G] - Outros sete candidatos foram citados por pelo menos 1% dos entrevistados: Sérgio Harfouche (PSC) 7%, Beto Figueiró (PODE) 4%, Thiago Freitas (PPL) 4%, Gilmar da Cruz (PRB) 3%, Mário Fonseca (PCdoB) 2%, Dorival Betini (PMB) 1% e Anísio Guató (PSOL) 1%.

[H] - Outros sete candidatos foram citados por pelo menos 1% dos entrevistados: Dorival Betini (PMB) 12.16%, Sérgio Harfouche (PSC) 10.41%, Gilmar da Cruz (PRB) 5.5%, Beto Figueiró (PODE) 3.33%, Mário Fonseca (PCdoB) 2.08%, Thiago Freitas (PPL) 1.91% e Anísio Guató (PSOL) 1.66%.

[I] - Outros sete candidatos foram citados por pelo menos 1% dos entrevistados: Dorival Betini (PMB) 7.25%, Sérgio Harfouche (PSC) 7.08%, Gilmar da Cruz (PRB) 4.08%, Beto Figueiró (PODE) 2.75%, Mário Fonseca (PCdoB) 2.16%, Anísio Guató (PSOL) 1.91% e Thiago Freitas (PPL) 1.58%.

[J] - Outros cinco candidatos foram citados por pelo menos 1% dos entrevistados: Sérgio Harfouche (PSC) 7.3%, Beto Figueiró (PODE) 3.2%, Gilmar da Cruz (PRB) 2%, Mário Fonseca (PCdoB) 1.6% e Anísio Guató (PSOL) 1%. Dorival Betini (PMB) registrou 0.9% das intenções de voto e Thiago Freitas (PPL) teve 0.8%.

[K] - Outros seis candidatos foram citados por pelo menos 1% dos entrevistados: Sérgio Harfouche (PSC) 9.17%, Gilmar da Cruz (PRB) 2.22%, Anísio Guató (PSOL) 1.44%, Dorival Betini (PMB) 1.37%, Thiago Freitas (PPL) 1.36% e Mário Fonseca (PCdoB) 1.22%. Beto Figueiró (PODE) registrou 0.87% das intenções de voto.

[L] - Outros sete candidatos foram citados por pelo menos 1% dos entrevistados: Sérgio Harfouche (PSC) 6.66%, Dorival Betini (PMB) 5.91%, Gilmar da Cruz (PRB) 4.08%, Beto Figueiró (PODE) 2.58%, Mário Fonseca (PCdoB) 2.33%, Anísio Guató (PSOL) 2.08% e Thiago Freitas (PPL) 1.66%.

[M] - Outros sete candidatos foram citados por pelo menos 1% dos entrevistados: Sérgio Harfouche (PSC) 10%, Anísio Guató (PSOL) 2%, Gilmar da Cruz (PRB) 2%, Beto Figueiró (PODE) 2%, Dorival Betini (PMB) 1%, Mário Fonseca (PCdoB) 1% e Thiago Freitas (PPL) 1%.

[N] - Outros sete candidatos foram citados por pelo menos 1% dos entrevistados: Sérgio Harfouche (PSC) 15%, Anísio Guató (PSOL) 2%, Gilmar da Cruz (PRB) 2%, Thiago Freitas (PPL) 2%, Dorival Betini (PMB) 2%, Beto Figueiró (PODE) 2% e Mário Fonseca (PCdoB) 2%.

[O] - Outros sete candidatos foram citados por pelo menos 1% dos entrevistados: Sérgio Harfouche (PSC) 11%, Thiago Freitas (PPL) 3%, Gilmar da Cruz (PRB) 3%, Beto Figueiró (PODE) 2%, Mário Fonseca (PCdoB) 2%, Anísio Guató (PSOL) 2% e Dorival Betini (PMB) 1%.

[P] - Outros sete candidatos foram citados por pelo menos 1% dos entrevistados: Sérgio Harfouche (PSC) 7.16%, Dorival Betini (PMB) 6%, Gilmar da Cruz (PRB) 4.16%, Beto Figueiró (PODE) 2.75%, Mário Fonseca (PCdoB) 2.58%, Anísio Guató (PSOL) 2.16% e Thiago Freitas (PPL) 1.75%.

[Q] - Outros cinco candidatos foram citados por pelo menos 1% dos entrevistados: Sérgio Harfouche (PSC) 8.7%, Gilmar da Cruz (PRB) 1.9%, Beto Figueiró (PODE) 1.9%, Anísio Guató (PSOL) 1.1% e Thiago Freitas (PPL) 1%. Mário Fonseca (PCdoB) teve 0.8% das intenções de voto e Dorival Betini (PMB) alcançou 0.7%.

### Segundo turno
Governo do Estado
| 27 de agosto de 2018                             | Real Time Big Data | ±3%    | 45%    | 38%    | 9%    | 8%    |
| 24 de setembro de 2018                           | Ibope              | ±3%    | 44%    | 39%    | 10%   | 7%    |
| 4 de outubro de 2018                             | Real Time Big Data | ±3%    | 50%    | 35%    | 7%    | 8%    |
| Confirmado segundo turno entre Azambuja e Odilon |                    |        |        |        |       |       |
| 13 de outubro de 2018                            | Ranking            | ±2,83% | 48,5%  | 40,08% | —     | —     |
| 16 de outubro de 2018                            | Real Time Big Data | ±3%    | 51%    | 38%    | 6%    | 5%    |
| 17 de outubro de 2018                            | DATAmax            | ±3%    | 45,1%  | 40,3%  | 5,2%  | 9,4%  |
| 18 de outubro de 2018                            | Ibrape             | ±3%    | 46%    | 39%    | 11%   | 4%    |
| 19 de outubro de 2018                            | Ibope              | ±3%    | 48%    | 42%    | 5%    | 5%    |
| 22 de outubro de 2018                            | Ranking            | ±2,83% | 48,75% | 41,16% | —     | —     |
| 22 de outubro de 2018                            | Ipexx              | ±3%    | 41,73% | 46,15% | —     | —     |
| 23 de outubro de 2018                            | Real Time Big Data | ±3%    | 49%    | 40%    | 6%    | 5%    |
| 24 de outubro de 2018                            | Ranking            | ±2,83% | 47,33% | 41,08% | —     | —     |
| 25 de outubro de 2018                            | Ipexx              | ±3%    | 41,73% | 46,15% | —     | —     |
| 26 de outubro de 2018                            | Real Time Big Data | ±3%    | 47%    | 42%    | 6%    | 5%    |
| 26 de outubro de 2018                            | Ibope              | ±3%    | 48%    | 45%    | 5%    | 2%    |
| 27 de outubro de 2018                            | Ranking            | ±2,83% | 47,08% | 44,41% | —     | —     |
| 27 de outubro de 2018                            | DATAmax            | ±3%    | 41,1%  | 38,2%  | 5,8%  | 14,9% |
| 27 de outubro de 2018                            | Ipems              | ±3%    | 53,95% | 38,44% | 4,19% | 3,42% |

## Debates
Os debates desta eleição foram realizados entre os dias 3 de setembro e 25 de outubro, no primeiro turno; e nos dias 22 e 25 de outubro, pelo segundo turno. De acordo com a legislação eleitoral brasileira, para a participação nos debates o partido dos candidatos deve somar, ao menos, cinco representantes no Congresso Nacional (Câmara dos Deputados e Senado).

### Primeiro turno

#### Governo do Estado
| Data           | Organizador (es) | Mediador (a)   | Azambuja (PSDB)               | Odilon (PDT)                  | Mochi (MDB)                   | Amaducci (PT)                 | Bluma (PV)                    | João Alfredo (PSOL)           |
| -------------- | --- | -------------- | ----------------------------- | ----------------------------- | ----------------------------- | ----------------------------- | ----------------------------- | ----------------------------- |
| 3 de setembro  | Midiamax | Eduardo Grillo | Presente                      | Presente                      | Presente                      | Presente                      | Presente                      | Presente                      |
| 12 de setembro | Federação dos Trabalhadores em Educação de Mato Grosso do Sul (Fetems)                                                                           | —              | Ausente                       | Presente                      | Presente                      | Presente                      | Presente                      | Presente                      |
| 17 de setembro | Rádio Grande | Amarildo Ricci | Ausente                       | Presente                      | Presente                      | Presente                      | Presente                      | Presente                      |
| 19 de setembro | Sindicato dos Policiais Civis de Mato Grosso do Sul (Sinpol-MS)                                                                                  | Ginez Cesar    | Ausente                       | Presente                      | Presente                      | Ausente                       | Ausente                       | Ausente                       |
| 24 de setembro | Midiamax | Eduardo Grillo | Presente                      | Presente                      | Presente                      | Presente                      | Presente                      | Presente                      |
| 26 de setembro | RIT Dourados Rádio 94 Associação Comercial e Empresarial de Dourados (Aced) Federação das Associações Empresariais de Mato Grosso do Sul (Faems) | —              | Cancelado pelos organizadores | Cancelado pelos organizadores | Cancelado pelos organizadores | Cancelado pelos organizadores | Cancelado pelos organizadores | Cancelado pelos organizadores |
| 2 de outubro   | TV Morena G1 MS | Bruna Mendes   | Presente                      | Presente                      | Presente                      | Presente                      | Presente                      | Presente                      |

#### Senado Federal
| Data           | Organizador (es)                                                       | Mediador (a) | Participantes | Ausentes                         |
| -------------- | ---------------------------------------------------------------------- | ------------ | --- | -------------------------------- |
| 19 de setembro | Federação dos Trabalhadores em Educação de Mato Grosso do Sul (Fetems) | —            | Anísio Guató Beto Figueiró Dorival Betini Marcelo Miglioli Mário Fonseca Nelsinho Trad Sérgio Harfouche Soraya Thronicke Thiago Freitas Zeca do PT | Delcídio do Amaral Waldemir Moka |

### Segundo turno
Governo do Estado
| Data          | Organizador (es) | Mediador (a)   | Azambuja (PSDB) | Odilon (PDT) |
| ------------- | ---------------- | -------------- | --------------- | ------------ |
| 22 de outubro | Midiamax         | Eduardo Grillo | Presente        | Presente     |
| 25 de outubro | TV Morena G1 MS  | Bruna Mendes   | Presente        | Presente     |

## Resultados

### Governador
A contagem dos votos foi iniciada às 17 horas, no horário local do estado. Os primeiros resultados foram divulgados cerca de 40 minutos depois, e os números finais foram oficializados às 19h48.
Realizado em 7 de outubro, o primeiro turno não deu a maioria absoluta para nenhum candidato. Reinaldo Azambuja, candidato do PSDB à reeleição, teve 44,61% dos votos válidos. Odilon de Oliveira (PDT) atingiu 31,62%; Junior Mochi (MDB) obteve 11,61%; Humberto Amaducci (PT) alcançou 10,26%, Marcelo Bluma (PV) registrou 1,28% e João Alfredo Danieze (PSOL) conquistou 0,63%. Os votos em branco e nulos somaram 12,53% dos votos. A taxa de abstenção foi de 21,22%, número 0,69% maior que no primeiro turno de 2014.
Classificados para o segundo turno, Azambuja e Odilon disputaram o apoio dos outros adversários. O pedetista recebeu o endosso do MDB. Já João Alfredo Danieze, do PSOL, e Humberto Amaducci, do PT, optaram pela neutralidade.
Assim, em 28 de outubro, o candidato à reeleição conquistou novo mandato, obtendo 677.310 votos válidos, o que representa 52,35% dos votos válidos. O pedetista obteve 616.422, 47,65% do percentual de votos válidos. Os votos brancos e nulos neste turno somaram 10,67%, número 1,83% menor comparando-se com o primeiro turno. Por outro lado, a abstenção teve uma leve alta no segundo turno, atingindo a marca de 22,78%, ou seja, mais de 427 mil eleitores aptos a votar não compareceram.
O ícone  indica a reeleição.
| Candidato(a)                    | Vice                         | 1º turno 7 de outubro de 2018 | 1º turno 7 de outubro de 2018 | 2º turno 28 de outubro de 2018 | 2º turno 28 de outubro de 2018 |
| Candidato(a)                    | Vice                         | Votação                       | Votação                       | Votação                        | Votação                        |
| Candidato(a)                    | Vice                         | Total                         | Percentagem                   | Total                          | Percentagem                    |
| ------------------------------- | ---------------------------- | ----------------------------- | ----------------------------- | ------------------------------ | ------------------------------ |
| Reinaldo Azambuja (PSDB — Inc.) | Murilo Zauith (DEM)          | 576 993                       | 44,61%                        | 677 310                        | 52,35%                         |
| Odilon de Oliveira (PDT)        | Marcos Vitor (PRB)           | 408 969                       | 31,62%                        | 616 422                        | 47,65%                         |
| Junior Mochi (MDB)              | Tânia Garib (MDB)            | 150 115                       | 11,16%                        | Não participou                 | Não participou                 |
| Humberto Amaducci (PT)          | Luciene Silva (PT)           | 132 638                       | 10,26%                        | Não participou                 | Não participou                 |
| Marcelo Bluma (PV)              | Ana Maria Bernardelli (REDE) | 16 544                        | 1,28%                         | Não participou                 | Não participou                 |
| João Alfredo Danieze (PSOL)     | Diná Freitas (PSOL)          | 8 095                         | 0,63%                         | Não participou                 | Não participou                 |
| Total de votos válidos          | Total de votos válidos       | 1 293 354                     | 87,47%                        | 1 293 732                      | 89,26%                         |
| Votos em branco                 | Votos em branco              | 68 779                        | 4,65%                         | 38 745                         | 2,67%                          |
| Votos nulos                     | Votos nulos                  | 116 509                       | 7,08%                         | 116 897                        | 8,07%                          |
| Total                           | Total                        | 1 478 642                     | 78,78%                        | 1 449 374                      | 77,17%                         |
| Abstenções                      | Abstenções                   | 398 287                       | 21,22%                        | 427 646                        | 22,78%                         |
| Eleitores aptos a votar         | Eleitores aptos a votar      | 1 877 982                     | 100,00%                       | 1 877 982                      | 100,00%                        |

#### Gráficos
| Primeiro turno - Esquema Gráfico | Primeiro turno - Esquema Gráfico | Primeiro turno - Esquema Gráfico | Primeiro turno - Esquema Gráfico | Primeiro turno - Esquema Gráfico |
| -------------------------------- | -------------------------------- | -------------------------------- | -------------------------------- | -------------------------------- |
|                                  |                                  |                                  |                                  |                                  |
| Reinaldo Azambuja                | Reinaldo Azambuja                |                                  | 44,61%                           | 44,61%                           |
| Odilon de Oliveira               | Odilon de Oliveira               |                                  | 31,62%                           | 31,62%                           |
| Junior Mochi                     | Junior Mochi                     |                                  | 11,61%                           | 11,61%                           |
| Humberto Amaducci                | Humberto Amaducci                |                                  | 10,26%                           | 10,26%                           |
| Marcelo Bluma                    | Marcelo Bluma                    |                                  | 1,28%                            | 1,28%                            |
| João Alfredo Danieze             | João Alfredo Danieze             |                                  | 0,63%                            | 0,63%                            |
| Brancos e Nulos                  | Brancos e Nulos                  |                                  | 12,53%                           | 12,53%                           |
| Abstenções                       | Abstenções                       |                                  | 21,22%                           | 21,22%                           |

| Segundo turno - Esquema Gráfico | Segundo turno - Esquema Gráfico | Segundo turno - Esquema Gráfico | Segundo turno - Esquema Gráfico | Segundo turno - Esquema Gráfico |
| ------------------------------- | ------------------------------- | ------------------------------- | ------------------------------- | ------------------------------- |
|                                 |                                 |                                 |                                 |                                 |
| Reinaldo Azambuja               | Reinaldo Azambuja               |                                 | 52,35%                          | 52,35%                          |
| Odilon de Oliveira              | Odilon de Oliveira              |                                 | 47,65%                          | 47,65%                          |
| Brancos e Nulos                 | Brancos e Nulos                 |                                 | 10,67%                          | 10,67%                          |
| Abstenções                      | Abstenções                      |                                 | 22,78%                          | 22,78%                          |

### Senadores
| Candidato(a)               | Suplentes                                            | Turno único 7 de outubro de 2018 | Turno único 7 de outubro de 2018 |
| Candidato(a)               | Suplentes                                            | Total                            | Percentagem                      |
| -------------------------- | ---------------------------------------------------- | -------------------------------- | -------------------------------- |
| Nelsinho Trad (PTB)        | José Chagas (DEM) Terezinha Bazé (DEM)               | 424.085                          | 18,37%                           |
| Soraya Thronicke (PSL)     | Rodolfo Nogueira (PSL) Danny Fabrício (PSL)          | 373.712                          | 16,19%                           |
| Waldemir Moka (MDB — Inc.) | Zelir Maggioni (MDB) Maria Emília Sulzer (MDB)       | 357.427                          | 15,48%                           |
| Marcelo Miglioli (PSDB)    | Antônio Dionizio (PSB) Daniela Hall (PSD)            | 347.861                          | 15,07%                           |
| Zeca do PT (PT)            | Laerte Tetila (PT) Giselle Marques (PT)              | 294.059                          | 12,74%                           |
| Sérgio Harfouche (PSC)     | Edson Almeida (PSC) Mackson Vianna (PSC)             | 292.301                          | 12,66%                           |
| Gilmar da Cruz (PRB)       | Josias de Carvalho (PRB) Angelo Mendes (PRB)         | 35.227                           | 1,53%                            |
| Mário Fonseca (PCdoB)      | Elias Camilo (PV) Lucianne Pina (PV)                 | 30.619                           | 1,33%                            |
| Anísio Guató (PSOL)        | Márcio Benites (PSOL) José Roberto Jacques (PSOL)    | 28.888                           | 1,25%                            |
| Dorival Betini (PMB)       | Meire Xavier (PMB) Gislaine Rocha (PMB)              | 14.415                           | 0,62%                            |
| Delcídio Amaral (PTC)[R]   | Gazolla (PTC) Niágara Kraiesvki (PTC)                | 109.927                          | 0,00%                            |
| Beto Figueiró (PODE)[S]    | Herbert Assunção (PDT) Marco Aurélio Guimarães (PDT) | 19.402                           | 0,00%                            |
| Thiago Freitas (PPL)[T]    | Luiz Marques Valejo (PPL) Fernando Almeida (PPL)     | 9.520                            | 0,00%                            |
| Total de votos válidos     | Total de votos válidos                               | 2 198 594                        | 74,34%                           |
| Votos em branco            | Votos em branco                                      | 242 899                          | 8,21%                            |
| Votos nulos                | Votos nulos                                          | 515 791                          | 17,44%                           |
| Total                      | Total                                                | 2 957 284                        | 78,31%                           |
| Abstenções                 | Abstenções                                           | 398 287                          | 21,22%                           |
| Eleitores aptos a votar    | Eleitores aptos a votar                              | 1 877 982                        | 100,00%                          |

[R] — O candidato teve sua candidatura indeferida pelo TRE-MS, portanto os votos recebidos não foram considerados.

[S] — O candidato não teve seus votos validados, pela situação jurídica dele e/ou do partido junto ao TRE-MS.

[T] — O candidato teve sua candidatura indeferida pelo TRE-MS, portanto os votos recebidos não foram considerados.

#### Gráficos
| \| Turno único - Esquema Gráfico \| Turno único - Esquema Gráfico \| Turno único - Esquema Gráfico \| Turno único - Esquema Gráfico \| Turno único - Esquema Gráfico \| \| ----------------------------- \| ----------------------------- \| ----------------------------- \| ----------------------------- \| ----------------------------- \| \| \| \| \| \| \| \| Nelsinho Trad \| Nelsinho Trad \| \| 18,37% \| 18,37% \| \| Soraya Thronicke \| Soraya Thronicke \| \| 16,19% \| 16,19% \| \| Waldemir Moka \| Waldemir Moka \| \| 15,48% \| 15,48% \| \| Marcelo Miglioli \| Marcelo Miglioli \| \| 15,07% \| 15,07% \| \| Zeca do PT \| Zeca do PT \| \| 12,74% \| 12,74% \| \| Sérgio Harfouche \| Sérgio Harfouche \| \| 12,66% \| 12,66% \| \| Gilmar da Cruz \| Gilmar da Cruz \| \| 1,53% \| 1,53% \| \| Mário Fonseca \| Mário Fonseca \| \| 1,33% \| 1,33% \| \| Anísio Guató \| Anísio Guató \| \| 1,25% \| 1,25% \| \| Dorival Betini \| Dorival Betini \| \| 0,62% \| 0,62% \| \| Delcídio Amaral \| Delcídio Amaral \| \| 0,00% \| 0,00% \| \| Beto Figueiró \| Beto Figueiró \| \| 0,00% \| 0,00% \| \| Thiago Freitas \| Thiago Freitas \| \| 0,00% \| 0,00% \| \| Brancos e Nulos \| Brancos e Nulos \| \| 21,93% \| 21,93% \| \| Abstenções \| Abstenções \| \| 21,22% \| 21,22% \| |                  |  |        |        |
| Turno único - Esquema Gráfico |                  |  |        |        |
| |                  |  |        |        |
| Nelsinho Trad | Nelsinho Trad    |  | 18,37% | 18,37% |
| Soraya Thronicke | Soraya Thronicke |  | 16,19% | 16,19% |
| Waldemir Moka | Waldemir Moka    |  | 15,48% | 15,48% |
| Marcelo Miglioli | Marcelo Miglioli |  | 15,07% | 15,07% |
| Zeca do PT | Zeca do PT       |  | 12,74% | 12,74% |
| Sérgio Harfouche | Sérgio Harfouche |  | 12,66% | 12,66% |
| Gilmar da Cruz | Gilmar da Cruz   |  | 1,53%  | 1,53%  |
| Mário Fonseca | Mário Fonseca    |  | 1,33%  | 1,33%  |
| Anísio Guató | Anísio Guató     |  | 1,25%  | 1,25%  |
| Dorival Betini | Dorival Betini   |  | 0,62%  | 0,62%  |
| Delcídio Amaral | Delcídio Amaral  |  | 0,00%  | 0,00%  |
| Beto Figueiró | Beto Figueiró    |  | 0,00%  | 0,00%  |
| Thiago Freitas | Thiago Freitas   |  | 0,00%  | 0,00%  |
| Brancos e Nulos | Brancos e Nulos  |  | 21,93% | 21,93% |
| Abstenções | Abstenções       |  | 21,22% | 21,22% |

### Deputados federais
Os eleitos foram remanejados pelo coeficiente eleitoral destinado a cada coligação. Abaixo a lista com o número de vagas e os candidatos eleitos. O ícone  indica os que foram reeleitos.
| Candidato(a)    | Partido | Coligação                    | Votação      |      |                              |         |
| --------------- | ------- | ---------------------------- | ------------ | ---- | ---------------------------- | ------- |
| Candidato(a)    | Partido | Coligação                    | Rose Modesto | PSDB | Avançar com Responsabilidade | 120.901 |
| Fábio Trad      | PSD     | Avançar com Responsabilidade | 89.385       |      |                              |         |
| Beto Pereira    | PSDB    | Avançar com Responsabilidade | 80.500       |      |                              |         |
| Tereza Cristina | DEM     | Avançar com Responsabilidade | 75.068       |      |                              |         |
| Tio Trutis      | PSL     | Avançar com Responsabilidade | 56.339       |      |                              |         |
| Vander Loubet   | PT      | —                            | 55.970       |      |                              |         |
| Dr. Luiz Ovando | PSL     | Avançar com Responsabilidade | 50.376       |      |                              |         |
| Dagoberto       | PDT     | Esperança e Mudança          | 40.233       |      |                              |         |

### Deputados estaduais
Os eleitos foram remanejados pelo coeficiente eleitoral destinado a cada coligação. Abaixo a lista com o número de vagas e os candidatos eleitos. O ícone  indica os que foram reeleitos.
| Candidato(a)       | Partido | Coligação                    | Votação        |     |                              |        |
| ------------------ | ------- | ---------------------------- | -------------- | --- | ---------------------------- | ------ |
| Candidato(a)       | Partido | Coligação                    | Capitão Contar | PSL | Avançar com Responsabilidade | 78.930 |
| Coronel David      | PSL     | Avançar com Responsabilidade | 45.903         |     |                              |        |
| Jamilson Name      | PDT     | Esperança e Mudança          | 33.870         |     |                              |        |
| Renato Câmara      | MDB     | Amor, Trabalho e Fé          | 32.291         |     |                              |        |
| Onevan de Matos    | PSDB    | Avançar com Responsabilidade | 30.813         |     |                              |        |
| Zé Teixeira        | DEM     | Avançar com Responsabilidade | 30.788         |     |                              |        |
| Lídio Lopes        | PATRI   | Avançar com Responsabilidade | 27.877         |     |                              |        |
| Paulo Corrêa       | PSDB    | Avançar com Responsabilidade | 27.664         |     |                              |        |
| Felipe Orro        | PSDB    | Avançar com Responsabilidade | 27.661         |     |                              |        |
| Barbosinha         | DEM     | Avançar com Responsabilidade | 27.492         |     |                              |        |
| Marçal Filho       | PSDB    | Avançar com Responsabilidade | 25.437         |     |                              |        |
| Professsor Rinaldo | PSDB    | Avançar com Responsabilidade | 24.593         |     |                              |        |
| Marcio Fernandes   | MDB     | Amor, Trabalho e Fé          | 23.296         |     |                              |        |
| Eduardo Rocha      | MDB     | Amor, Trabalho e Fé          | 22.347         |     |                              |        |
| Cabo Almi          | PT      | —                            | 21.121         |     |                              |        |
| Pedro Kemp         | PT      | —                            | 20.969         |     |                              |        |
| Londres Machado    | PSD     | Avançar com Responsabilidade | 20.782         |     |                              |        |
| Neno Razuk         | PTB     | Avançar com Responsabilidade | 19.472         |     |                              |        |
| Herculano Borges   | SD      | Avançar com Responsabilidade | 17.731         |     |                              |        |
| Gerson Claro       | PP      | Avançar com Responsabilidade | 16.374         |     |                              |        |
| Antonio Vaz        | PRB     | Esperança e Mudança          | 16.224         |     |                              |        |
| Evander Vendramini | PP      | Avançar com Responsabilidade | 12.627         |     |                              |        |
| Lucas de Lima      | SD      | Avançar com Responsabilidade | 12.391         |     |                              |        |
| João Henrique      | PR      | Amor, Trabalho e Fé          | 11.010         |     |                              |        |